# Trogloneta canariensis
Trogloneta canariensis là một loài nhện trong họ Mysmenidae.
Loài này thuộc chi Trogloneta. Trogloneta canariensis được Jörg Wunderlich miêu tả năm 1987.